# 遠野ゆき
遠野 ゆき（とおの ゆき、9月1日 - ）は、日本の作詞家、歌手、イラストレーター。沖縄県出身。

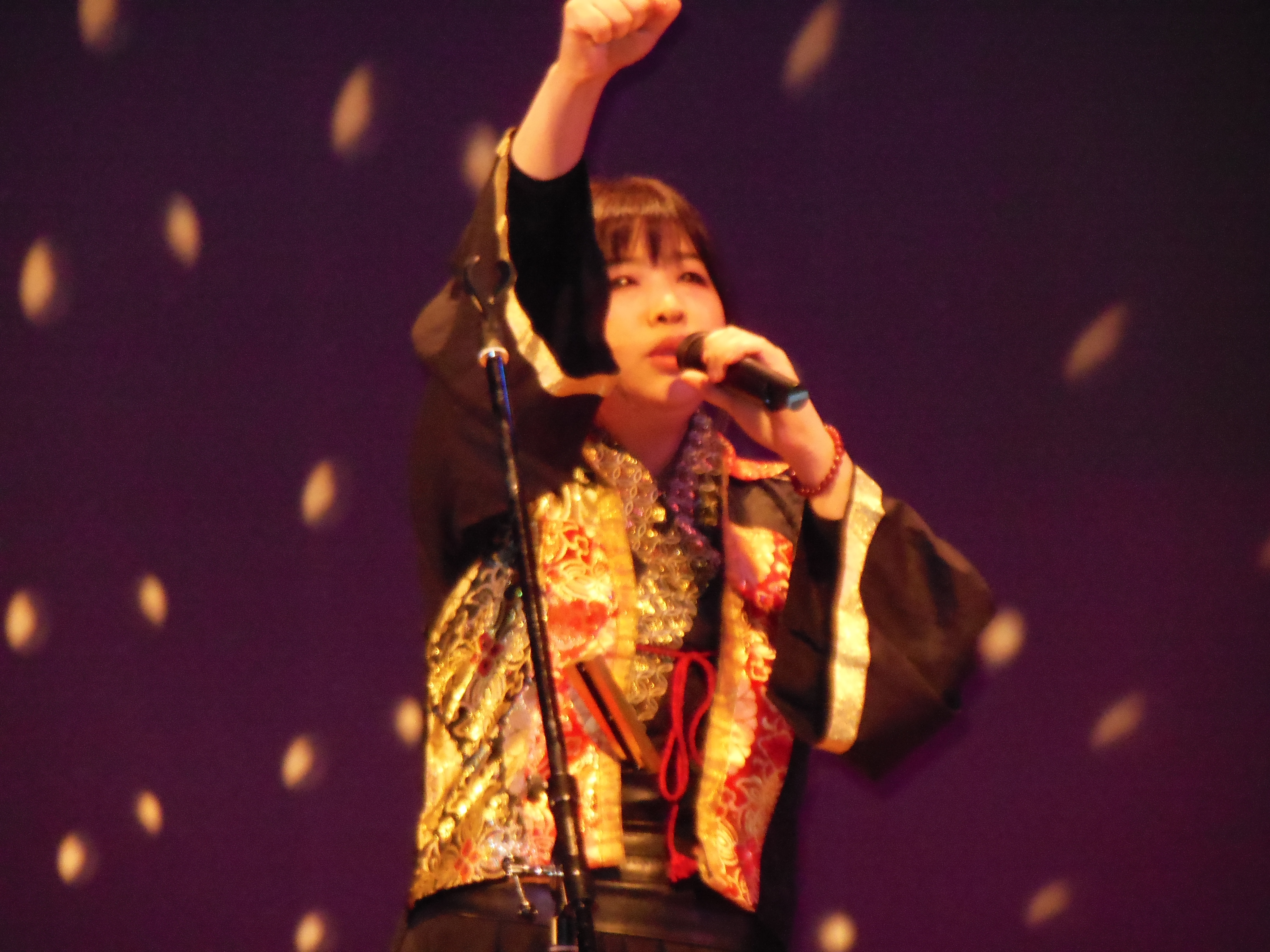
関ヶ原ファイナルでの遠野ゆき

## 来歴
2006年に歴史をテーマに楽曲を歌う歴史系アーティスト『さくらゆき』を小栗さくらと結成。ソプラノ・ボーカルを担当する（小栗がアルト担当）。小栗、遠野が手がける心のこもった歌詞と、2人の奏でる美しいハーモニーに定評がある。さくらゆきの楽曲作詞のほか、和装侍系音楽集団MYST.にも作詞を提供。2009年8月に１stシングル「雷霆の龍」をリリース。2019年1月までにシングルCD9枚、アルバム4枚を発表した。
東京や地方都市での歴史関連イベントに数多く出演。2010年10月16日、17日岐阜県不破郡関ケ原町で行われた「関ヶ原合戦410年祭」において、さくらゆきの楽曲「関ヶ原」が関ケ原合戦410年祭イベント公式イメージソングとして採用された。2009年の初出演以来「関ヶ原合戦まつり」に毎年出演。2018年には10年連続出演を果たす。
さくらゆきとして「真田三代戦国歴史検定」「関ケ原検定」の公式サポーターを務める。
2018年8月2日、持病を理由に翌年1月12日をもってさくらゆきを卒業すると発表。2019年1月12日のワンマンライブを最後に卒業した。
CDジャケットやTシャツ・トートバッグなどグッズのデザインを担当。卒業後も作詞やイラストなどの制作を担当していくとしている。

### 人物
- 歴史に興味を持ったのは幼い頃で、父親が歴史ゲームをしていたのがきっかけ。父親が口にする戦国武将を調べていた。
- 古書店のアルバイト先で小栗さくらと出会う。歴史と音楽が好きなことで意気投合。「歴史をテーマに歌をやってみないか」と小栗が遠野を誘い結成に至った[8]。
- 好きな戦国武将は、浅井長政、明智光秀、真田幸村。戦国時代初期～中期に特に興味があり、戦国武将の生き様「没した理由」や趣味、政治などを調べていく歴女である[9][10]。
- 趣味はイラスト[11]、史跡巡り。史跡は特に墓所に行くことが多い。
- 「さくらゆき」で一番好きな楽曲は、自身が作詞した石田三成と大谷吉継の友情を描いた「夢陽炎 (ゆめかげろう)」。思い出深い曲は直江兼続を描いた「雷霆(らいてい)の龍」で、理由は、さくらゆきが初めてリリースした曲だから[12][13]。
- 猫を飼っている。愛猫の名は、瑯さん。

## 作品

### 作詞
1. 夢陽炎（石田三成・大谷吉継イメージ曲／作曲：あきつ）2ndシングル「関ヶ原」収録(2010年10月16日)
2. 昴の彼方（真田信之正室・小松姫イメージ曲／曲：まついえつこ）4thシングル「関ヶ原～昴の彼方～」収録(2011年10月15日)
3. 落花流水（細川忠興室・細川ガラシャイメージ曲／曲：石野竜三）4thシングル「関ヶ原～昴の彼方～」収録
4. 諏訪にすわひめ！（諏訪姫イメージ曲／曲：小池勝彦）5thシングル「諏訪にすわひめ！」収録(2012年9月15日)
5. 翔きの鳥（武田勝頼イメージ曲／曲：小池勝彦）6thシングル「翔きの鳥」収録（2013年4月29日)
6. 秋嵐（黒田長政イメージ曲／曲：田中俊輔＠うどんタイマーP）7thシングル「関ヶ原―東の風―」収録(2013年10月19日)
7. 夢幻泡影（小早川秀秋イメージ曲／曲：小池勝彦）7thシングル「関ヶ原―東の風―」収録
8. 信濃の国 上田！！（作詞：さくらゆき・小栗さくらと共作）9thシングル「信濃の国 上田！！」収録(2015年1月30日)
9. 本能寺～水色桔梗～（明智光秀イメージ曲／曲：遠野ゆき）1stアルバム「戦国―乱世の軌跡―」収録(2014年10月18日)
10. 風早の雲（北条氏政イメージ曲／曲：奥村慎也）1stアルバム「戦国―乱世の軌跡―」収録
11. 残光（片倉景綱イメージ曲／曲小池勝彦）1stアルバム「戦国―乱世の軌跡―」収録
12. 七夜の星（藤堂高虎イメージ曲／曲：小池勝彦）1stアルバム「戦国―乱世の軌跡―」収録
13. 蒼穹（徳川秀忠イメージ曲／曲：田中俊輔）2ndアルバム「戦国―赤き絆―」収録（2015年12月13日）
14. 対い蝶（大谷吉継イメージ曲／曲：望月俊）2ndアルバム「戦国―赤き絆―」収録
15. 沈まぬ太陽（真田信繁イメージ曲／曲：廣瀬謙介）2ndアルバム「戦国―赤き絆―」収録
16. 青嵐の城（毛利勝永イメージ曲／曲：森伸弘）2ndアルバム「戦国―赤き絆―」収録
17. 天雷（楠木正成イメージ曲／曲：森伸弘)3rdアルバム「戦～今を生きる～」収録（2016年10月15日）
18. 暁の川（浅井長政の姉川の戦いを描いた曲／曲：伊勢賢治)3rdアルバム「戦～今を生きる～」収録
19. 飛翔（伊達政宗イメージ曲／曲：田中俊輔)3rdアルバム「戦～今を生きる～」収録
20. 月鳴り（岡田以蔵イメージ曲／曲：森伸弘)3rdアルバム「戦～今を生きる～」収録
21. 一刃の風（斎藤一イメージ曲／曲：田中俊輔)3rdアルバム「戦～今を生きる～」収録
22. 追想歌（淀殿イメージ曲／曲：森伸弘)4thアルバム「決意～戦国と幕末～」収録（2018年8月4日）
23. 碧落の天（平塚為広イメージ曲／曲：田中俊輔)4thアルバム「決意～戦国と幕末～」収録
24. 証（島津豊久イメージ曲／曲：伊勢賢治)4thアルバム「決意～戦国と幕末～」収録
25. 戦花（前田慶次イメージ曲／曲：森伸弘)4thアルバム「決意～戦国と幕末～」収録
26. 月明かりの夜に（和装侍系音楽集団MYST.4thアルバム「在」収録）(2010年11月23日)

#### 未収録
1. 桜雪（卒業をテーマにした歴史色のない曲／作曲：あきつ)
2. はなまち（花街に生きる女性イメージ曲／曲：あきつ)
3. 二人静（静御前イメージ曲／曲：あきつ)
4. 弓張の空（那須与一イメージ曲／曲：坂本雅央)
5. 現世の花（浅井長政イメージ曲／曲：遠野ゆき)
6. 満天星（長宗我部元親イメージ曲／詞：さくらゆき／曲：あきつ)

### イラスト・デザイン
- 7thシングル「関ヶ原―東の風―」CDジャケット
- 4thアルバム「決意～戦国と幕末～」CD
- 多機能PCマット、Tシャツ、トートバッグ、ミニタオル、缶バッジ大 三種、缶バッジ小 二種、マフラータオル[14]

## 出演

### さくらゆき(2008.4～2019.1)

#### TV
- 「ポテトおいしい60分」（2008年11月16日、JCV）
- 「気分はればれ」（2011年5月17日、UCV）
- 「今宵は戦国でございます」（2011年6月14日-2011年7月5日、長野放送）
- 「フォーカス∞信州」(2015年7月10日、長野放送)

#### インターネットTV
- 「ちんチロリン＠room」（2012年7月23日、コミカルTV）
- 「東京ゲームショウ2012」（2012年9月23日、ニコ生）
- 「歴☆女子会の◯◯おかわりっ」（2014年1月22日）
- 「歴☆女子会の◯◯おかわりっ」（2014年7月23日）
- 「歴☆女子会の◯◯おかわりっ」（2014年10月1日）
- 東京ゲームショウ2016「コーエーテクモゲームス 戦国無双真田丸」(2016年9月15日)

#### ラジオ
- 「JEWELL BOX KDC」（2012年11月4日、エフエム佐久平）
- 「おとねっと」（2014年7月18日、レインボータウンFM）
- 「JEWELL BOX KDC」（2014年7月20日、エフエム佐久平）
- 「God Bless Saturday」（2014年11月15日、FMヨコハマ）
- 「FMゆきぐに　特番さくらゆき」（2015年2月19日、FMゆきぐに）

#### イベント・ライブ

##### 2008年
- 「上杉まつり」（山形県米沢市）4月29日
- 「兼続公まつり」（新潟県南魚沼市）7月28日
- 「謙信公祭」（新潟県上越市）8月24日

##### 2009年
- 「米沢雪灯篭まつり」（山形県米沢市）2月14日
- 「上杉まつり」（山形県米沢市）4月29日
- 「兼続公まつり」（新潟県南魚沼市）8月2日
- 「大毘沙門送り火大祭」（新潟県南魚沼市）8月16日
- 「謙信公祭」（新潟県上越市）8月23日
- 「一文区まつり」（新潟県）9月12日
- 「歴史時代絵巻ながの 戦国LIVE in 川中島」（長野県長野市）9月19日
- 「戦国魂Club Sengoku 石田三成と過ぎたる城」9月20日
- 「よねざわ上杉戦国絵巻」（山形県米沢市）9月26日
- 「関ヶ原合戦まつり2009」（岐阜県不破郡関ケ原町）10月17日

##### 2010年
- 「南魚沼市雪まつり」（新潟県南魚沼市）2月13日
- 「戦国魂Club Sengoku島津義弘 とどまるな吾が心」2月20日
- 「デザイン･フェスタ」（東京ビッグサイト）5月15日
- 「戦国魂ライヴ2010 猛勢の中にあい駆けよ」6月12日
- 「長野県上田市観光キャンペーン」（長野県上田市）7月5日
- 「幕末龍馬festa」（TOKYO CULTURE CULTURE）7月17日
- 「兼続公まつり」（新潟県南魚沼市）7月19日
- 「三成生誕450年祭開幕イベント」（滋賀県長浜市）8月1日
- 「真田まつり」（長野県上田市真田町）8月7日
- 「日本一の夏まつり 真田出陣ねぷた」（長野県上田市）8月8日
- 「関ヶ原合戦410年祭×大河の舞 江戸の陣」（戦国居酒屋『大河の舞』）8月29日
- 「東京ゲームショウ2010」（「維新の嵐 疾風龍馬伝」スペシャルステージ）（幕張メッセ/コーエーテクモゲームスブースステージ）9月17日
- 「歴史時代絵巻ながの2010 秋の陣」（長野県長野市）9月18日
- 「関ヶ原陣跡制覇ウォーキング」（岐阜県不破郡関ケ原町）9月26日
- 「小谷城ふるさと祭り」（滋賀県長浜市）10月3日
- 「関ヶ原合戦410年祭」（岐阜県不破郡関ケ原町）10月16日
- 「真田幸村ロマンウォーク」（長野県上田市）10月31日
- 「ナガシマスパーランド戦国武将まつり」（三重県桑名市）11月3日
- 「三成生誕450年祭」（滋賀県長浜市）11月6日
- 「仙台真田2010 IN 蔵王」（宮城県蔵王町）11月7日
- 「上田イルミネーション点灯式」（長野県上田市）12月3日
- 「関ヶ原410年祭ファイナルイベント」（岐阜県不破郡関ケ原町）12月12日

##### 2011年
- 「南魚沼市雪まつり」（新潟県南魚沼市）2月12日
- 「キミとボクVol.70」（東京都渋谷区）2月15日
- 「2011菅平高原スノーボールバトル＆戦国雪合戦」（長野県上田市）3月7日
- 「東日本大震災チャリティー 新選組ファンの集い」（東京都多摩市）5月7日
- 「長宗我部フェス」（高知県南国市）5月21日
- 「JPSガールズボイス 40Anniversary」（東京都新宿区）6月11日
- 「キミとボクVol.74」（東京都渋谷区）6月15日
- 「長宗我部TERAKOYA」（東京都台東区）10月9日
- 「真田まつり」（長野県上田市真田町）8月7日
- 「長宗我部TERAKOYA～集えオキザリスの旗のもとに～」（東京都台東区）10月9日
- 「関ケ原合戦祭り2011」（岐阜県不破郡関ケ原町）10月15日、16日
- 「幸村コンテスト」（長野県上田市）10月23日
- 「上田城けやき並木紅葉まつり」（長野県上田市）11月6日
- 「キミとボク」（東京都渋谷区）11月15日

##### 2012年
- 「西美濃観光キャンペーン　ジャズドリーム長島」（三重県桑名市）1月8日
- 「歴史怪談～昔本当にあった怖い噺～」舞台挨拶（東京都渋谷区）1月20日
- 「南魚沼市雪まつり」（新潟県南魚沼市）2月12日
- 「真田三代歴史検定」（長野県上田市）2011年3月3日
- 「上田菅平スノーボールバトル・戦国雪合戦～真田冬の陣～」3月4日
- 「花詩～乙女椿～」（東京都渋谷区）3月20日
- 「もう一つの平清盛～武将画の最高峰絵師 諏訪原寛幸の武将展～」（大阪府大阪市）3月24日
- 「平群町 椿井城跡記念式典」（奈良県生駒郡平群町）3月30日
- 「上田城千本桜まつり」（長野県上田市）4月8日
- 「第一回さくらゆきファンの集い」（長野県上田市）4月28日
- 「第一回真田三代戦国歴史検定」（長野県上田市）4月29日
- 「上田真田まつり」（長野県上田市）4月29日
- 「もう一つの平清盛～武将画の最高峰絵師 諏訪原寛幸の武将展～」（大阪府大阪市）5月3日
- 「ビッグバン祭り！#6」（東京都豊島区）5月5日
- 「たかまつ春の食と文化のフェスタ」（香川県高松市）5月20日
- 「関ケ原 第一回笹尾山交流広場　さくらゆき全曲ライブ」（岐阜県不破郡関ケ原町）5月27日
- 「がんばっぺ福島 チャリティーダンス＆トーク」（東京都日野市）6月16日
- 「真田まつり」（長野県上田市真田町）8月4日
- 「お諏訪祭り」（長野県諏訪市）9月15日
- 「東京ゲームショウ2012」コーエーテクモゲームスブース（東京都江東区）9月22日、23日
- 「関ケ原合戦祭り2012」（岐阜県不破郡関ケ原町）10月20日、21日
- 「真田幸村コンテスト」（長野県上田市）11月3日
- 「第二回真田三代戦国歴史検定」（長野県上田市）11月4日
- 「第二回さくらゆきファンの集い」（京都府京都市）11月25日
- 「諏訪を彩る光の祭典2012」（長野県諏訪市）12月2日
- 「関ケ原ファンの集い2012」（岐阜県不破郡関ケ原町）12月16日

##### 2013年
- 「南魚沼市雪まつり」（新潟県南魚沼市）2月9日
- 「菅平スノーボールバトル＆戦国雪合戦」（長野県上田市）3月3日
- 「キミとボク」（東京都渋谷区）3月13日
- 「上田千本桜まつり」（長野県上田市）4月14日
- 「上田真田まつり」（長野県上田市）4月29日
- 「ひの新選組まつり」（東京都日野市）5月12日
- 「Super Idol Collection」（東京都渋谷区）5月21日
- 「仙台真田2013IN蔵王」（宮城県蔵王町）6月9日
- 「CANDY MAKER COLLECTION」（東京都新宿区）6月10日
- 「真田三代戦国歴史検定」（長野県上田市）7月14日
- 「PLUM祭り　諏訪姫3歳バースデー」（長野県諏訪市）7月20日
- 「真田まつり～2013夏の陣～」（長野県上田市）8月3日
- 「第三回さくらゆきファンの集い」（長野県長野市）8月4日
- 「さくらゆきと上田の花火を見よう2013」（長野県上田市）8月5日
- 「七夕まつり～十勇士ウォーキング～ライブ」（長野県上田市）8月6日
- 「関ケ原合戦祭り2013」（岐阜県不破郡関ケ原町）10月19日、20日
- 「上田城けやき並木紅葉まつり」（長野県上田市）11月2日
- 「砥石・米山城まつり」（長野県上田市）11月3日
- 「戦国ストリート2013」（群馬県沼田市）11月9日
- 「ゆるキャラ（R）サミット2013 in 羽生」（埼玉県羽生市）11月24日
- 「関ケ原ファンの集い2013」（岐阜県不破郡関ケ原町）12月15日

##### 2014年
- 「南魚沼市雪まつり」（新潟県南魚沼市）2月8日
- 「上田菅平スノーボールバトル＆戦国雪合戦」（長野県上田市）3月1日、2日
- 「屋島山おもてなしイベント」（香川県高松市）3月16日
- 「諏訪モーターフェスティバル」（長野県諏訪市）4月5日
- 「諏訪姫ファンミーティング」（長野県諏訪市）4月5日
- 「上田城千本桜まつり」（長野県上田市）4月19日
- 「上田真田まつり」（長野県上田市）4月26日
- 「天王寺真田幸村博プレイベント」（大阪府大阪市）5月4日
- 「志誠祭」（千葉県流山市）5月5日
- 「ひの新選組まつり」（東京都日野市）5月11日
- 「御屋敷つつじ祭り」（長野県上田市）5月18日
- 「志誠祭～夏之陣～」（千葉県流山市）6月8日
- 「関ケ原　第3回笹尾山交流広場」（岐阜県不破郡関ケ原町）7月27日
- 「真田まつり」（長野県上田市真田町）8月2日
- 「諏訪姫4周ねん記念祭」（長野県諏訪市）8月3日
- 「上田ふれあい広場inコイズミ」（長野県上田市）8月23日
- 「第四回さくらゆきファンの集い」（滋賀県彦根市）9月14日
- 「関ケ原合戦まつり2014」（岐阜県不破郡関ケ原町）10月18日、19日
- 「石田三成祭2014」（滋賀県長浜市）11月2日
- 「冬ざんまい」（東京都千代田区）12月14日
- 「関ケ原ファイナル2014」（岐阜県不破郡関ケ原町）12月15日

##### 2015年
- 「信濃の国上田！！ダンスフェスティバル」（長野県上田市）1月30日
- 「上田菅平スノーボールバトル＆戦国雪合戦」（長野県上田市）3月14日、15日
- 「第五回さくらゆきファンの集い」（東京都日野市）4月5日
- 「上田真田まつり」（長野県上田市）4月26日
- 「ひの新選組まつり」（東京都日野市）5月9日
- 「天王寺真田幸村博～赤備えの章～」（大阪府大阪市）5月10日
- 「大坂の陣合戦まつり」（大阪府大阪市）5月16日
- 「御屋敷つつじ祭り」（長野県上田市）5月17日
- 「関ケ原戦国演義」（岐阜県不破郡関ケ原町）6月28日
- 「仙台真田ちゃんばら合戦」（宮城県蔵王町）7月18日
- 「諏訪姫ファンクラブミーティング」（長野県諏訪市）7月19日
- 「真田まつり」（長野県上田市）8月1日
- 「第一回将星真田幸村花火大会」（和歌山県伊都郡九度山町）8月16日
- 「諏訪姫5周年祭」（長野県諏訪市）8月22日
- 「中山道垂井宿まつり」（岐阜県不破郡垂井町）9月13日
- 「駿府天下泰平まつり」（静岡県静岡市葵区）9月22日
- 「第三回全国城サミットin大垣」（岐阜県大垣市）10月3日
- 「関ケ原合戦まつり2015」（岐阜県不破郡関ケ原町）10月11日
- 「天王寺真田幸村博～決戦！天之陣～」（大阪府大阪市）10月31日
- 「石田三成祭2015」（滋賀県長浜市）11月1日
- 「第六回さくらゆきファンの集い」（滋賀県大津市）11月3日
- 「上田駅前イルミネーション点灯式」（長野県上田市）12月9日
- 「関ケ原ファイナル2015」（岐阜県不破郡関ケ原町）12月13日

##### 2016年
- 「真田の郷　新年祝賀祭」（長野県上田市）1月1日
- 「菅平戦国雪合戦」（長野県上田市）3月13日
- 「真田十勇士ガーデンプレイス　オープンイベント」（長野県上田市）3月26日
- 「春ざんまい」（長野県諏訪市）3月27日
- 「高遠さくら祭り」（長野県伊那市）4月9日
- 「真田十勇士ガーデンプレイス～真田の章～」（長野県上田市）4月16日
- 「ひの新選組まつり」（東京都日野市）5月7日、8日
- 「御屋敷つつじ祭り」（長野県上田市）5月15日
- 「上田真田三代十勇記」（長野県上田市）7月30日
- 「さくらゆきと上田の花火を見よう2016」（長野県上田市）8月5日
- 「真田まつり2016」(長野県上田市)8月6日
- 「中山道垂井宿まつり」(岐阜県不破郡垂井町)9月11日
- 「諏訪姫ファンクラブミーティング」(長野県諏訪市)9月17日
- 「第七回さくらゆきファンの集いin会津」(福島県会津若松市)9月24日
- 「南海電鉄ツアー～さくらゆきと真田探訪in九度山～」(和歌山県伊都郡九度山町)10月9日
- 「将星真田幸村花火大会」(和歌山県伊都郡九度山町)10月10日
- 「関ケ原合戦まつり2016」(岐阜県不破郡関ケ原町)10月15日
- 「石田三成祭2016」(滋賀県長浜市石田町)11月6日
- 「ワールドサムライサミット2016」(愛知県長久手市)11月19日
- 「真田十勇士ガーデンプレイス」(長野県上田市)11月20日
- 「FMみょうこう1周年記念イベント」(新潟県妙高市)12月10日

##### 2017年
- 「真田の里 新年祝賀会」(長野県上田市)1月1日
- 「PLUM 春ざんまい2017」(長野県諏訪市)3月19日
- 「上田真田まつり」(長野県上田市)4月29日
- 「ひの新選組まつり」(東京都日野市)5月13・14日
- 「お屋敷つつじ祭り」(長野県上田市)月21日
- 「真田町真田まつり」(長野県上田市)8月11日
- 「さくらゆき納涼会」(長野県上田市)8月12日
- 「中山道垂井宿まつり」(岐阜県垂井町)9月10日)[15]
- 「諏訪姫ファンクラブミーティング」(信州上諏訪温泉 浜の湯)10月7日
- 「関ケ原合戦まつり　出陣式ライブ」(岐阜県関ケ原町)10月15日
- 「さくらゆきファンの集いin京都再び」(京都)10月22日
- 「石田三成祭2017」(滋賀県長浜市石田町)11月5日

##### 2018年
- ひの新選組まつり（東京都日野市)[16][17]5月12-13日
- 御屋敷つつじ祭り(長野県上田市)5月20日
- 真田まつり2018夏の陣(長野県上田市)8月4日
- さくらゆきと上田の花火を見よう2018(長野県上田市)8月5日
- ひの新選組夏まつ(東京都日野市)り8月18日
- 第4回将星真田幸村花火大会(和歌山県九度山町)9月8日
- 中山道垂井宿まつり(岐阜県垂井町)9月9日
- 第9回さくらゆきファンの集い～浅井長政編～9月23日
- 「関ケ原合戦祭り2018」(岐阜県関ケ原町)10月20-21日
- 「BFFミーティング」(長野県諏訪市 ピーエムオフィスエー)11月17日
- 「関ケ原交流広場」(岐阜県関ケ原町)12月[18]
- お城EXPO2018(横浜市西区 みなとみらいパシフィコ横浜 会議センター)12月24日[19]

##### 2019年
- 「初ワンマンライブ」(岐阜県岐阜市 Casper)1月12日

#### 舞台
- 劇団TOKYO BOWZ公演「十一人目の真田十勇士」特別出演（2011年7月9日・10日）

#### 掲載
- 新潟日報（2008年7月17日）
- 上越タイムス（2008年8月26日）
- 魚沼新報（2009年8月28日）
- 「歴史奇行ミステリー」（2010年11月6日増刊号）
- 信濃毎日新聞（2015年1月31日）
- 中日新聞（2016年4月8日）
- 朝日新聞（2016年1月30日、夕刊）
- 中日新聞（2016年4月10日）

#### タイアップ
- 歴史・戦国グッズ「真田雁丸屋」
- 真田三代戦国歴史検定　応援団長[20]
- 関ケ原合戦歴史検定　公式サポーター[21]